# زیملسدورف
زیملسدورف (به آلمانی: Simmelsdorf) یک شهر در آلمان است که در نورنبرگر لاند واقع شده‌است.